# Araneus boerneri
Araneus boerneri là một loài nhện trong họ Araneidae.
Loài này thuộc chi Araneus. Araneus boerneri được Embrik Strand miêu tả năm 1907.

## Phân loài
Loài này có 2 phân loài:
- Araneus boerneri clavimaculus
- Araneus boerneri obscurellus